# フリオ・セハ
フリオ・セハ（Julio César Ceja Pedraza、1992年11月18日 - ）は、メキシコの男性プロボクサー。メヒコ州トラルネパントラ・デ・バス出身。元WBC世界スーパーバンタム級王者。兄はライトフライ級世界ランカーのルイス・セハ。トレーナーはファン・マヌエル・マルケスやジョニー・ゴンサレスなど多くの世界王者を育てたイグナシオ・ベリスタイン。

## 来歴
2009年7月17日、メヒコ州トラルネパントラ・デ・バスのアレナ・ロペス・マテオスでデビュー戦を行い、初回TKO勝ちを収めデビュー戦を白星で飾った。
2011年6月25日、キンタナ・ロー州コスメルのパルケ・アンドレス・キンタナ・ローでセサル・ハビエル・ガンダラとFECARBOXスーパーフライ級王座決定戦を行い、3回KO勝ちを収め王座獲得に成功した。
2011年9月3日、シナロア州ロスモチスのエスタディオ・センテナリオでアレハンドロ・モラレスと対戦し、初回2分52秒TKO勝ちを収め初防衛に成功した。
2012年1月21日、メヒコ州ヒロテペック・デ・モリーナ・エンリケスのセントロ・デ・コンベンシオネスでロナルド・バレラとFECARBOXバンタム級王座決定戦を行い、4回2分21秒KO勝ちを収めFECARBOX王座の2階級制覇を達成した。
2012年4月28日、キンタナ・ロー州カンクンのグランド・オアシス・カンクンで元WBO世界バンタム級王者のクルス・カルバハルと対戦し、3回44秒KO勝ちを収めた。
2012年7月28日、グアナフアト州レオンのドモ・デ・ラ・フェリアでヘナロ・カマルゴとIBFラテンアメリカバンタム級王座決定戦を行い3回TKO勝ちを収め王座獲得に成功した。
2012年9月22日、グアナフアト州コルタサルのウニダ・デポルティバ・ノルテでヘナロ・ガルシアと対戦し、10回3-0(98-91、96-95、99-90)の判定勝ちを収め初防衛に成功した。
2012年11月24日、メキシコシティのフォロ・ポランコでルイス・メレンデスとFECARBOXバンタム級暫定王座決定戦を行い、6回2分1秒TKO勝ちを収め王座獲得に成功した。
2013年2月9日、ソノラ州シウダ・オブレゴンでヘンリー・マルドナドと対戦し、6回2分1秒KO勝ちを収め初防衛に成功した。
2013年5月11日、レオ・サンタ・クルスのスーパーバンタム級転向に伴いドンカスターのキープモート・スタジアムでジェイミー・マクドネルとIBF世界バンタム級王座決定戦を行うが、マクドネルの防御テクニックの前に、あまり打たせてもらえず自慢の強打を空転させられ、12回0-2（114-114、110-118、113-115）の判定負けを喫し王座獲得に失敗した。
2013年10月22日、メキシコシティのフォロ・ポランコでファン・ホセ・モンテスとWBC世界バンタム級シルバー王座決定戦を行い、10回TKO勝ちを収め王座獲得に成功した。
2014年2月8日、メヒコ州ウイスキルカン・デ・デガジャドのカバジェリーサス・デ・ウイスキルカンでヘスス・アコスタと対戦し、4回2分22秒TKO勝ちを収めた。
2014年4月26日、メキシコシティのフォロ・ポランコでラネル・スコと対戦し、10回2分48秒TKO勝ちを収め初防衛に成功した。
2014年11月22日、メヒコ州トルーカのプラザ・デ・ロス・マルティレスでリオネル・マーク・デュランと対戦し、5回2分51秒KO勝ちを収め2度目の防衛に成功した。
2015年8月29日、アメリカのカリフォルニア州のステイプルズ・センターでレオ・サンタ・クルスのWBA世界フェザー級スーパー王座決定戦出場に伴い元WBA世界バンタム級暫定王者のウーゴ・ルイスとWBC世界スーパーバンタム級暫定王座決定戦を行い、ダウンの応酬になったが5回2分34秒逆転TKO勝ちを収め王座獲得に成功した。
2015年9月7日、WBCはセハをWBCの2015年9月度の月間優秀選手に選出した。
2015年11月2日、WBCはレオ・サンタ・クルスの王座返上に伴いセハをWBC世界スーパーバンタム級正規王座に認定した。
2016年2月27日、アナハイムのホンダ・センターで、レオ・サンタ・クルスvsキコ・マルチネスの前座で、ウーゴ・ルイスと6ヵ月ぶりに再戦し、開始早々に右フックでダウンを奪われて最後はフックの連打を浴びてレフェリーがストップ。初回51秒KO負けを喫し初防衛に失敗、王座から陥落した。
2017年5月27日、元WBA世界バンタム級スーパー王者でWBC世界スーパーバンタム級3位のアンセルモ・モレノとWBC世界スーパーバンタム級挑戦者決定戦並びにWBC世界スーパーバンタム級シルバー王座決定戦を行い、3回2分32秒KO勝ちを収め指名挑戦権と王座を獲得した。
2019年6月23日、ラスベガスのマンダレイ・ベイ・イベント・センターにて元スーパーバンタム級統一王者でWBC世界スーパーバンタム級3位のギレルモ・リゴンドウとWBC世界スーパーバンタム級挑戦者決定戦を行い8回TKO負けを喫した。
2019年11月23日、ラスベガスのMGMグランド・ガーデン・アリーナでWBA世界スーパーバンタム級王者のブランドン・フィゲロアと対戦を予定していたが、前日計量でセハがスーパーバンタム級の規定体重である122ポンドを4.5ポンド（2.0キロ）体重超過し計量失格となった為、フィゲロアが勝つか引き分けで王座防衛となるがセハが勝っても王座獲得とはならないという条件で試合が行われ、試合結果は引き分けに終わった。
2021年8月21日、ラスベガスのT-モバイル・アリーナでマーク・マグサヨとWBC世界フェザー級挑戦者決定戦を行い、ダウンの応酬の末に10回50秒KO負けを喫しゲーリー・ラッセル・ジュニアへの挑戦権を獲得出来なかった。

## 獲得タイトル
- FECARBOXスーパーフライ級王座
- FECARBOXバンタム級王座
- IBFラテンアメリカバンタム級王座
- FECARBOXバンタム級暫定王座
- WBC世界バンタム級シルバー王座
- WBC世界スーパーバンタム級暫定王座（防衛0=正規王座認定）
- WBC世界スーパーバンタム級王座（防衛0）